# Karl Altmann (Maler)

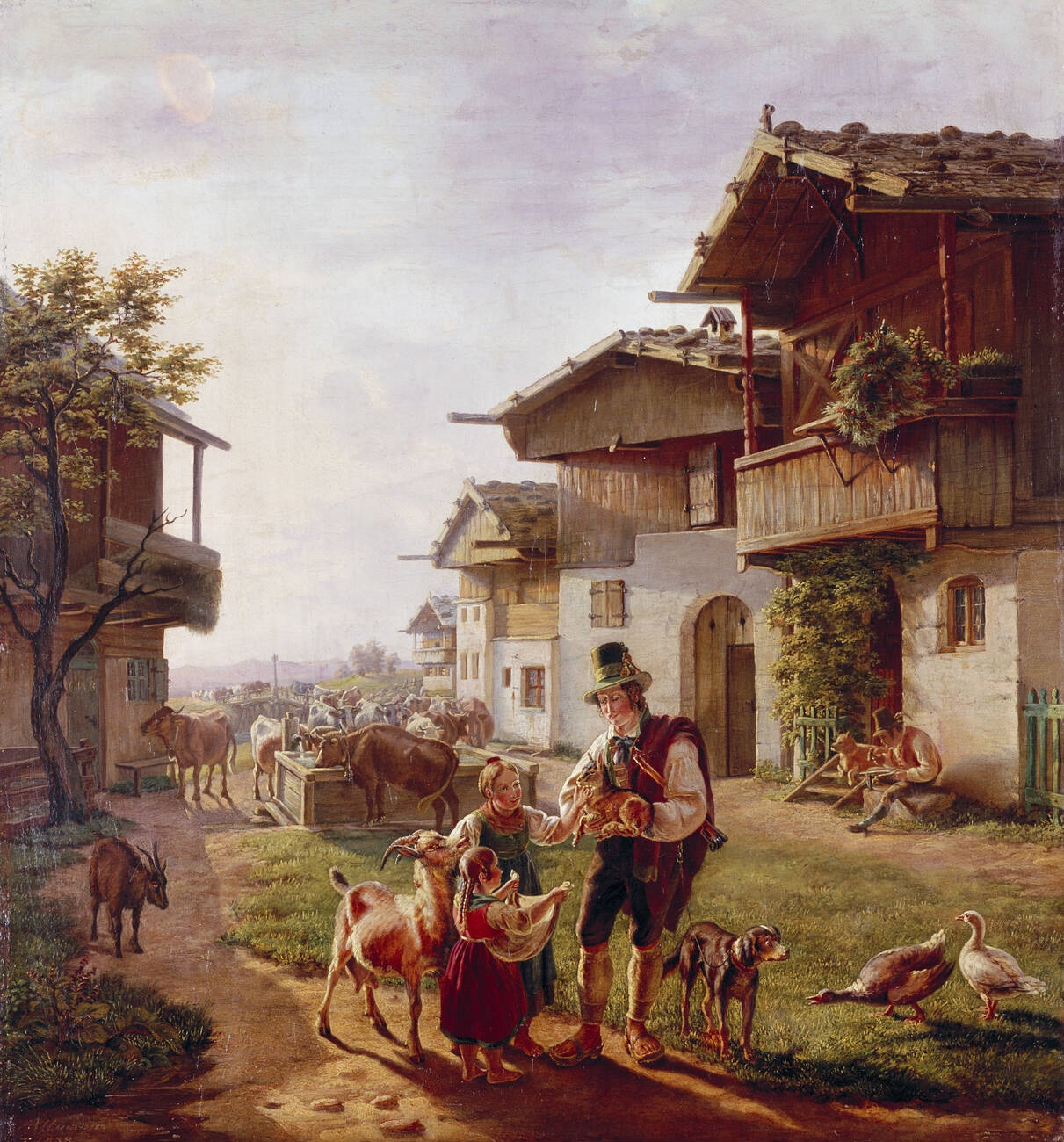
Kinder mit Zicklein

Karl Altmann (* 1800 in Feuchtwangen; † 11. Januar 1861 in München) war ein deutscher Genre- und Landschaftsmaler.

## Leben
Altmann entstammte einer alteingesessenen jüdischen Familie. Er war eines von vier Kindern aus der zweiten Ehe des Antiquitätenhändlers Joseph Altmann mit Edel Altmann, geborene Fränkel († 1842). Karl Altmann wuchs in Ansbach auf und besuchte in München die Malerschule, bevor er von 1819 bis 1822 an der Dresdner Akademie studierte. Nach einer Studienreise durch Italien siedelte er nach München über, das fortan sein Wohnsitz bleiben sollte und wo er Mitglied des Kunstvereins München war. Im Mai 1832 zogen auch seine Eltern nach München. 1835 war Karl Altmann mit Wohnsitz in der Dachauer Straße und 1845 mit Wohnsitz in der Kaufingerstraße gemeldet.
Altmann bevorzugte romantische, ländliche Motive in Öl auf Holz oder Leinwand, zeichnete aber auch Aquarelle. Stilistisch stand er dem befreundeten Heinrich Bürkel nahe. Seine Werke sind u. a. im Münchner Stadtmuseum und in der Städtischen Galerie im Lenbachhaus ausgestellt. Bilder von ihm befinden sich unter anderem im Besitz der britischen Königsfamilie.
Obwohl Altmann mehrfach Anstellungen und Auszeichnungen unter der Bedingung des Religionswechsels angeboten wurden, blieb er dem Judentum bis zu seinem Tod treu. Er blieb unverheiratet.

## Ausstellungsbeteiligungen
- 1826–1830: Kunstverein München
- 1833: Kunstverein Hannover
- 1835: Dresdner Akademie
- 1837: Kunstausstellung Karlsruhe
- 1837: Museum Danzig
- 1858: Deutsche Allgemeine und Historische Kunstausstellung, Glaspalast, München